# Guaranda (Kolumbia)
Guaranda – miasto w Kolumbii, w departamencie Sucre.